# Ashley MacIsaac
Ashley Dwayne MacIsaac (Creignish, 24 de fevereiro de 1975) é um violinista do Canadá.
Prodígio do violino desde a infância, teve influência das tradições musicais celtas. A sua música é uma mistura de tradição e de rock contemporâneo. Recebeu três vezes o Prémio Juno.
É também conhecido pelo seu modo de vida invulgar. Declaradamente homossexual, em 2007 MacIsaac casou com Andrew Stokes.
Em 2006 anunciou a sua candidatura à política pelo Partido Liberal do Canadá.

## Discografia
- Close to the Floor (1992)
- A Cape Breton Christmas (1993)
- Hi™ How Are You Today? (1995)
- Fine®, Thank You Very Much (1996)
- Helter's Celtic (1999)
- Cape Breton Fiddle Music Not Calm (2001)
- Ashley MacIsaac (2003)
- Live at the Savoy (2004)
- Orion de Philip Glass (2004), convidado
- Fiddle Music 101 (2005)
- Pride (2006)